# Stanley Blystone
Stanley Blystone (1 de agosto de 1894 – 16 de julio de 1956) fue un actor cinematográfico de nacionalidad estadounidense, con más de 500 actuaciones en producciones rodadas entre 1924 y 1956.

## Biografía
Nacido en Eau Claire, Wisconsin (Estados Unidos), su nombre completo era William Stanley Blystone. Es sobre todo conocido por su actuación en el film de Charlie Chaplin Tiempos modernos  en el papel del padre de Paulette Goddard, así como por su trabajo en varias películas de Los tres chiflados. Algunos de sus papeles más destacados con ellos son los que llevó a cabo en las películas Half Shot Shooters, False Alarms, Goofs and Saddles, Three Little Twirps y Slaphappy Sleuths. Su última actuación con el trío tuvo lugar en Of Cash and Hash en 1955. Además, Blystone actuó en varias películas protagonizadas por Stan Laurel y Oliver Hardy.
Stanley Blystone falleció súbitamente el 16 de julio de 1956 en Hollywood, California, a causa de un infarto agudo de miocardio que sufrió mientras paseaba por una acera de la ciudad. Fue enterrado en el Cementerio Valhalla Memorial Park de Hollywood. Blystone había estado casado con la actriz Alma Tell (1898–1937), no teniendo ambos descendencia. Sus hermanos eran el director cinematográfico John G. Blystone (1892–1938) y el ayudante de dirección Jasper Blystone. 

## Selección de su filmografía
- One Sunday Morning (1926)
- Cuatro hijos (1928)
- The Laurel-Hardy Murder Case (1930)
- Ex-Plumber (1931)
- Restless Knights (1935)
- Tiempos modernos (1936)
- Half Shot Shooters (1936)
- False Alarms (1936)
- Jail Bait (1937)
- Goofs and Saddles (1937)
- Red River Range (1938)
- The Affairs of Annabel (1938)
- The Lone Ranger Rides Again (1939)
- Three Texas Steers (1939)
- Allegheny Uprising (1939)
- Mr. Moto Takes a Vacation (1939)
- A Chump at Oxford (1940)
- Lady from Louisiana (1941)
- Even As IOU (1942)
- Spook Louder (1943)
- Back from the Front (1943)
- Three Little Twirps (1943)
- Fright Night (1947)
- Out West (1947)
- Killer at Large (1947)
- Shivering Sherlocks (1948)
- Pardon My Clutch (1948)
- The Gentleman from Nowhere (1948)
- Rustlers (1949)
- Slaphappy Sleuths (1950)
- A Missed Fortune (1952)
- Pals and Gals (1954)
- Of Cash and Hash (1955)